# Karl Schneider (Fußballspieler, 1902)
Karl Schneider (* 16. Dezember 1902 in Wien; † vermisst seit Oktober 1944) war ein österreichischer Fußballspieler und -trainer.

## Leben und Wirken
Karl Schneider wurde am 16. Dezember 1902 als Sohn des Anstreichers Anton Schneider (* 22. April 1863 in Inzersdorf am Wienerberge) und dessen Ehefrau Maria (geborene Hummel; * 12. Jänner 1867 in Netolitz, Bezirk Prachatitz, Böhmen) geboren und am 28. Dezember 1902 auf den Namen Karl getauft.
Spätestens 1921 kam Schneider zum ASV Hertha Wien und von diesem 1924 zum Wiener Amateur-Sportverein, der zwei Jahre später den Namen FK Austria Wien annahm. Mit diesem Verein gewann er die Österreichische Meisterschaft 1926. Am 19. September 1926 gab er sein Länderspieldebüt für die Nationalmannschaft von Österreich. Zwischen 1926 und 1928 absolvierte Schneider insgesamt sieben Länderspiele und erzielte dabei einen Treffer.
Zwischen 1925 und 1929 absolvierte er insgesamt 101 Ligaspiele für die Austria und erzielte dabei neun Tore. Nach seiner Zeit bei Austria Wien spielte Schneider für den SC Nicholson, der ab 1933 den Namen FC Wien trug. Mitte der 1930er Jahre wechselte er zum Ligakonkurrenten FC Libertas Wien, ehe der Mittelstürmer im Anschluss 1935 überraschend zum SK Sturm Graz wechselte. Von dort wurde er im Sommer 1936 vom damaligen Präsidenten und Sektionsleiter Georg Gruener wieder zu Libertas Wien zurückgeholt. Spätestens ab 1939 gehörte er wieder der Austria Wien an, die er im Jahre 1941 zusätzlich auch als Trainer übernahm. Im Tschammerpokal 1941 schied seine Mannschaft im Viertelfinale gegen den FC Schalke 04 aus und in der Gauliga der Gauliga Donau-Alpenland erreichte er mit Austria Wien in der Saison 1941/42 den vierten Platz. Von Juli bis September 1941 schien Schneider dabei als Trainer auf und wurde kurze Zeit später zum Kriegsdienst während des Zweiten Weltkriegs eingezogen.
Seit Oktober 1944 gilt Schneider als vermisst. Sein letzter bekannter Standort war Ritopek, wenige Kilometer südöstlich von Belgrad.

## Stationen
- mind. 1921 bis 1924: ASV Hertha Wien
- 1924 bis 1929: FK Austria Wien
- 1929 bis 193?: SC Nicholson/FC Wien
- bis 1935: FC Libertas Wien
- 1935 bis 1936: SK Sturm Graz
- 1936 bis 193?: FC Libertas Wien
- 1939 bis 1944: FK Austria Wien (davon 1941 kurzzeitig als Spielertrainer)

## Privates
Am 8. November 1931 heiratete der damals als Anstreichergehilfe tätige Schneider in der Wallfahrtskirche Maria Lanzendorf eine Ludmilla Ludovika Hnat (* 20. Juli 1904 in Wien; † 2. August 1994).